# Борковський Роман Ількович
Рома́н І́лькович Борко́вський (справжнє прізвище — Кукуру́дза; 14 травня 1903, с. Лапшин, нині Нараївська сільська громада, Тернопільський район, Тернопільська область — 2 березня 1977, Лондон) — український громадський і політичний діяч, журналіст і перекладач.

## Життєпис
Народився 14 травня 1903 року в с. Лапшин, нині Нараївська сільська громада, Тернопільський район, Тернопільська область. 
Добровольцем пішов в Українську Галицьку армію, воював в армії УНР. Згодом закінчив Львівський університет. Учителював у Чортківській і Бережанській гімназіях. За національно-патріотичну діяльність зазнав переслідування від більшовиків.
На еміграції в Німеччині брав активну участь у діяльності ОУН під керівництвом Степана Бандери, був директором Української торговельної школи в Новому Ульмі. Організатор українського суспільно-політичного життя у Великій Британії. Один із засновників журналу «Визвольний шлях», Української видавничої спілки, член Ради Спілки українців Великої Британії (1949—1954), Голова правління Спілки українських журналістів у Великій Британії. Директор школи українознавства в Лондоні (1955—1962). Головний редактор тижневика «Українська думка» (1962—1977). Автор статей на суспільно-політичні теми, перекладач.